# Саратовка (Омская область)
Сара́товка — село в Седельниковском районе Омской области. Административный центр Саратовского сельского поселения.

## История
Основано в 1898 году. В 1928 году состояло из 61 хозяйства, основное население — белоруссы. В административном отношении являлось центром Саратовского сельсовета Седельниковского района Тарского округа Сибирского края.

## Население
| 1926 | 2010 |
| ---- | ---- |
| 347  | ↘119 |